# Arnerbach
Der Arnerbach ist ein 6,1 km langer rechter Zufluss der Reuss im Schweizer Kanton Aargau, welcher einen Teil des Kelleramts entwässert und dabei die Gemeinden Arni, Oberlunkhofen und Unterlunkhofen durchfliesst.

## Geographie

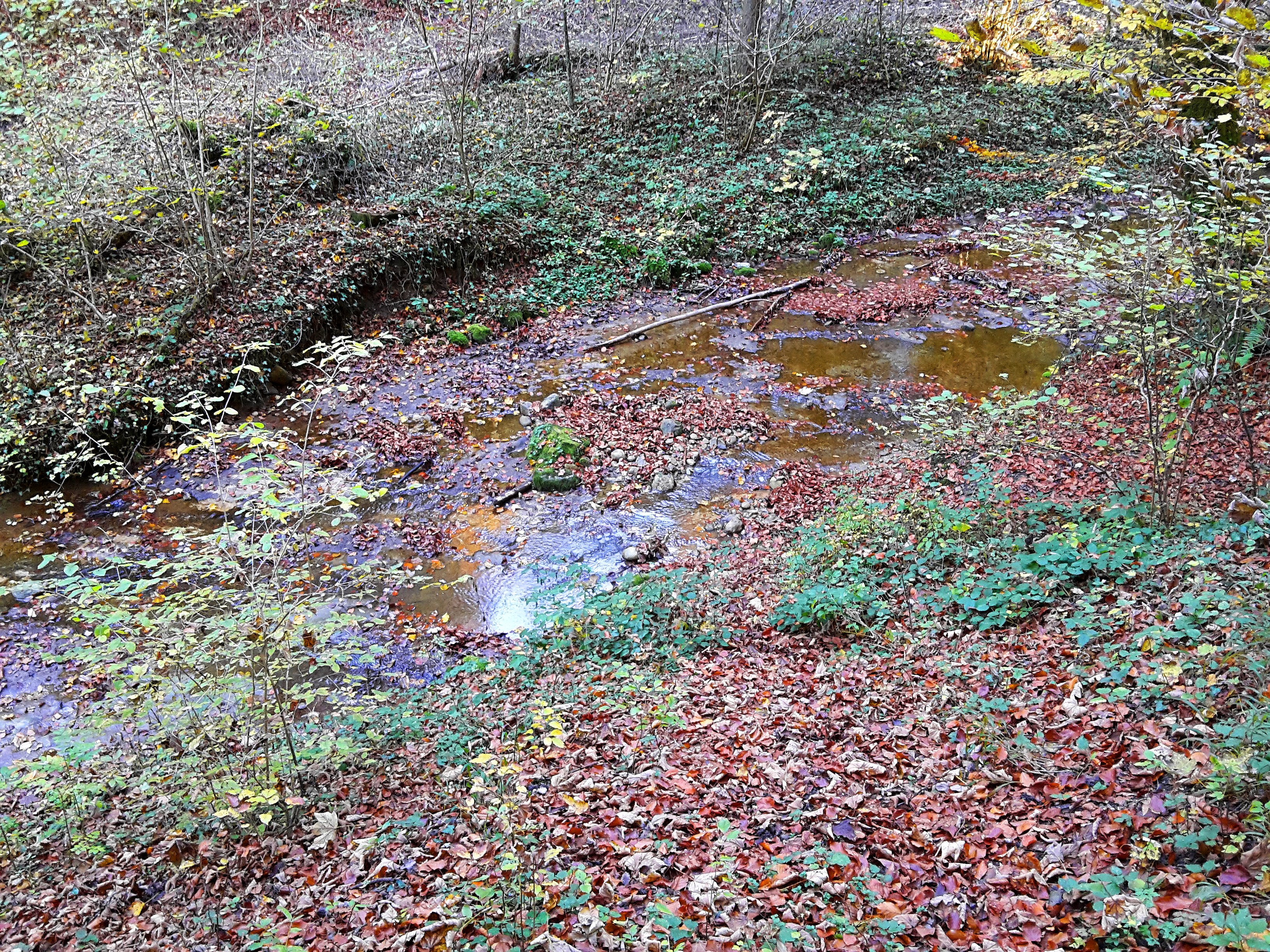
Arnerbach am Anfang des Tobels

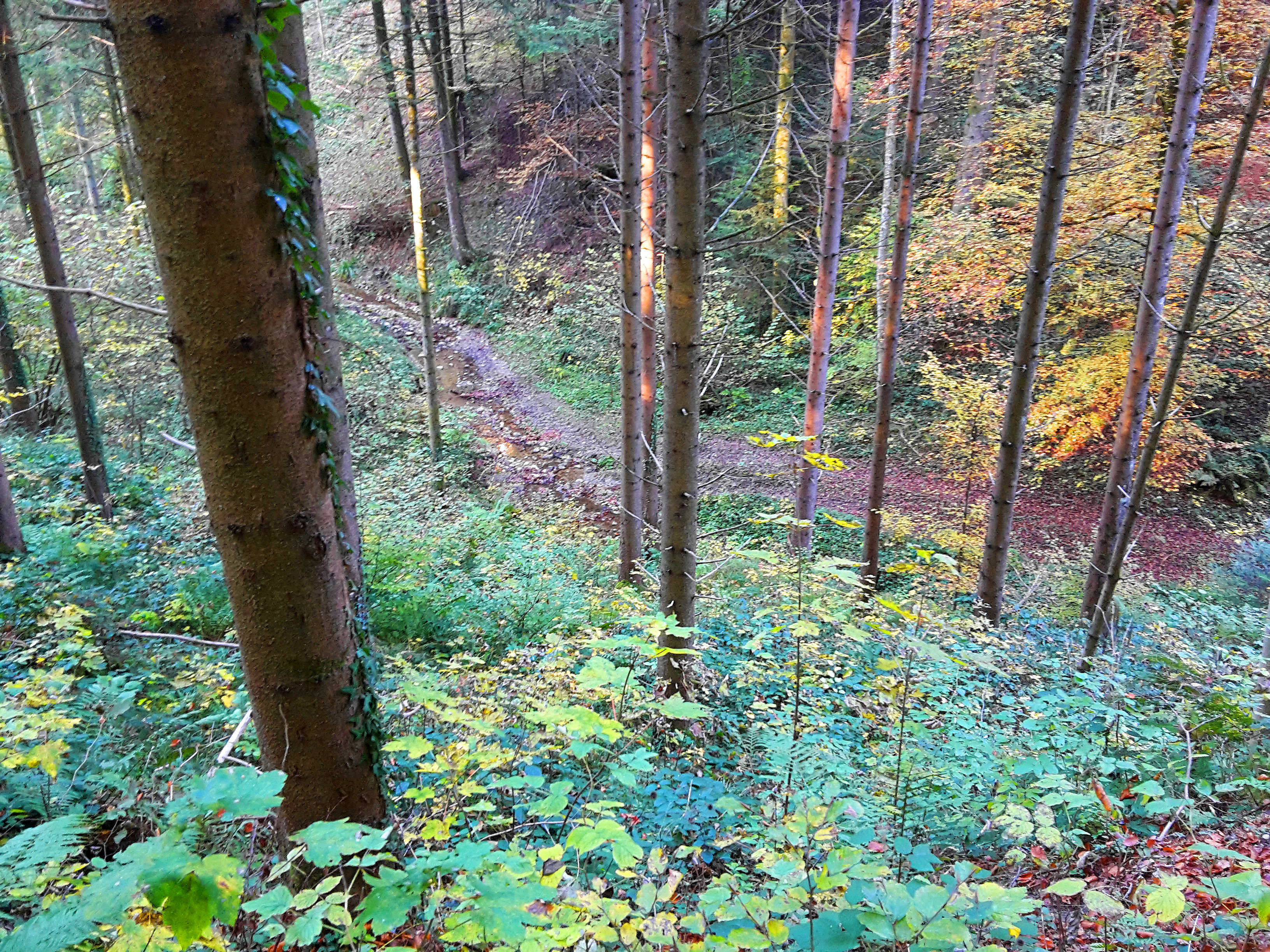
Blick ins Tobel des Arnerbachs

### Verlauf
Der Arnerbach entsteht durch den eingedolten Zusammenfluss seines rechten Quellbachs Moosmattbach und seines linken Quellbachs Hüttenbächli auf 564 m ü. M. unter der Kelleramtstrasse im Dorfkern von Arni. Nach rund 220 Metern tritt der vereinte Bach erstmals ans Tageslicht und durchfliesst in südwestlicher Richtung zugleich ein kleines Tobel, begleitet von einem breiten Waldsaum. Dieser grenzt am rechten Ufer an Felder und am linken Ufer an einen schmalen Siedlungsstreifen der Gemeinde Arni, welcher westlich des Dorfkerns anschliesst. Am Ende dieses bebauten Gebietes wird nun auch das linke Ufer von Feldern eingegrenzt, welche nur kurz von der Alten Lunkhoferstrasse unterbrochen werden. Hier findet sich nur ein schmaler Waldsaum, ehe der Bach sich kurz nach Westen wendet und in ein Waldstück eintritt.
Der Bach übertritt nun die Gemeindegrenze zu Oberlunkhofen, wo er gleich anschliessend den Bach aus dem Pfaffematthau aufnimmt. Ab hier bildet er ein immer tiefer eingeschnittenes Tobel. Er wendet sich kurz nach Südwesten bis zur Einmündung des Baches aus der Rischele von links und schlägt nun einen meist nordwestlichen Kurs ein. Dabei bildet er nur kurz später die Gemeindegrenze zwischen Oberlunkhofen und Unterlunkhofen. Etwa auf Höhe Erlihof am rechten und der Burg Lunkhofen am linken Ufer erreicht das Tobel seine grösste Ausdehnung. 
Hier tritt der Arnerbach auf das Gemeindegebiet von Unterlunkhofen über und macht gleich darauf einen Bogen nach Norden, um etwa 100 Meter weiter Bachabwärts wieder einen Bogen nach Nordwesten zu vollziehen. Nach kurzem Lauf erreicht er das Dorf Unterlunkhofen, welches er offen und in einem kleinen Bogen in südwestlicher Richtung durchfliesst. Hier nimmt er auch das Wasser seines wichtigsten Zuflusses, das des Erlihofbachs, auf, welcher eingedolt von rechts einmündet. Er wird nun wieder von Feldern gesäumt und passiert die Höfe Zehntefreiacher und Aufeld. Ab hier folgt ihm an seinem rechten Ufer bis zur Mündung die Rottenschwilerstrasse. Nur wenig später mündet der Arnerbach begradigt wenig nördlich der ARA auf 380 m ü. M. von rechts in die Reuss, welche gleich daraufhin zum Flachsee gestaut wird.

### Einzugsgebiet
Das Einzugsgebiet des Arnerbachs misst 4,56 km², davon sind 51,9 % landwirtschaftliche Fläche, 36,6 % Wald und naturnahe Fläche und 11,4 % bebaute Fläche. Der höchste Punkt des Gebietes wird mit 672 m ü. M. nahe Uelisweid in der Gemeinde Islisberg erreicht, die durchschnittliche Höhe beträgt 547 m ü. M.
Im Norden liegt das Einzugsgebiet des Lunnerenbachs und das des Widenbachs, im Nordosten das des Aescherbachs, im Osten das des Wüeribachs und im Süden das des Jonenbachs.

### Zuflüsse
- Moosmattbach (rechter Quellbach), 1,2 km
- Hüttenbächli (linker Quellbach), 0,4 km
- Paffenächerbach (rechts), 0,2 km
- (Bach aus der) Pfaffematthau (rechts), 0,7 km
- Rischele (links), 0,6 km
- Mülegg(bach) (links), 0,4 km
- Erlihofbach/Schwarzbächli (rechts), 3,2 km, 1,4 km²

## Hydrologie
Bei der Mündung des Arnerbachs in die Reuss beträgt seine modellierte mittlere Abflussmenge (MQ) 90 l/s. Sein Abflussregimetyp ist pluvial inférieur und seine Abflussvariabilität beträgt 25.